# Élise Chabbey
Élise Chabbey, née le 24 avril 1993 à Genève, est une coureuse cycliste, céiste, coureuse de demi-fond et skieuse de fond suisse.

## Biographie

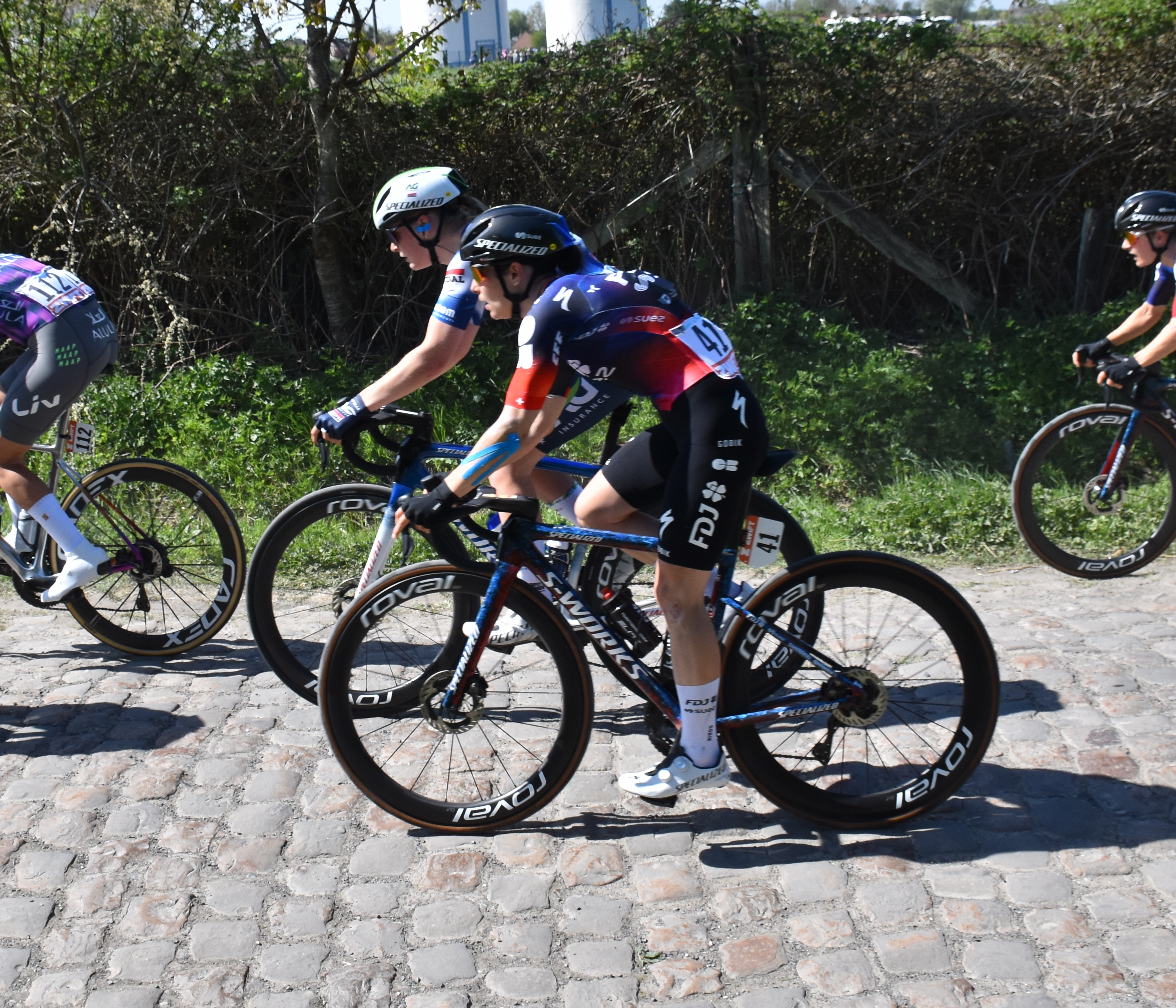
Élise Chabbey # 41
7e du Paris-Roubaix 2025.

Élise Chabbey est une athlète polyvalente. Elle commence sa carrière en tant que céiste, où elle se spécialise dans le slalom. À ce titre, elle participe aux Jeux olympiques de 2012 à Londres, où elle se classe 20e et avant-dernière de l'épreuve du K1. Elle met ensuite sa carrière sportive entre parenthèses pour terminer ses études de médecine. Elle connaît également le succès en tant que coureuse à pied et gagne notamment le semi-marathon de Genève.
En 2016, elle commence le cyclisme et en 2018 elle obtient un contrat avec l'équipe Cogeas-Mettler. Pour la saison 2019, elle rejoint la formation Bigla. En 2017, elle termine cinquième du championnat de Suisse sur route, sixième en 2018 et deuxième en 2019. En 2019, elle remporte également le Tour de Berne. Aux championnats du monde sur route 2019, elle termine 21e de la course en ligne, 22e du contre-la-montre individuel et cinquième du relais mixte avec l'équipe suisse.

### 2020
Alors que de nombreuses courses cyclistes sont annulées au printemps 2020 en raison de la pandémie de Covid-19, Élise Chabbey, qui avait entre-temps terminé ses études, s'est portée volontaire pour travailler comme médecin au Hôpitaux universitaires de Genève. Fin août, elle est médaillée d'argent du championnat d'Europe du relais mixte contre-la-montre. Elle est treizième du contre-la-montre individuel, puis quatorzième de la course en ligne après avoir chuté.
À la Flèche wallonne, à cinquante-deux kilomètres de l'arrivée, un groupe avec Élise Chabbey sort. La tête du peloton revient dessus après le sommet du mur de Huy. À dix-neuf kilomètres de l'arrivée, Élise Chabbey repart à l'avant, mais sa tentative est de courte durée.

### 2021

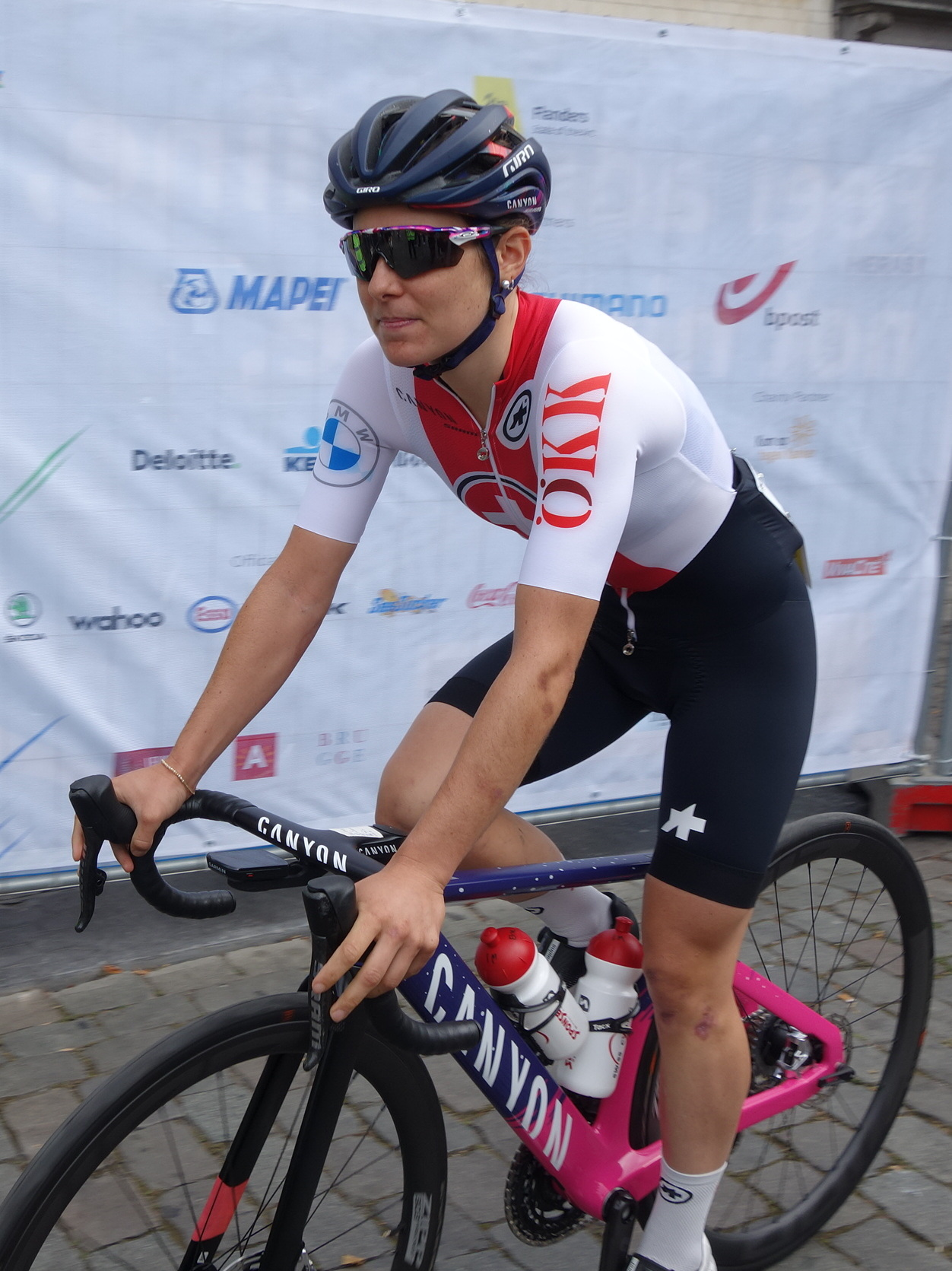
Élise Chabbey au départ des championnats du monde en 2021.

À l'Amstel Gold Race, dans le quatrième tour, Élise Chabbey fait partie du groupe d'échappées. Annemiek van Vleuten les reprend dans le Cauberg. À la Flèche wallonne, Élise Chabbey fait partie d'un trio d'échappées au premier passage du mur de Huy. Elles sont toutefois reprises par le peloton lors de l'ascension de la côte d'Ereffe. Elle est de nouveau à l'attaque sur Liège-Bastogne-Liège, après la côte de Wanne. Le groupe est repris à cinquante kilomètres de l'arrivée dans la côte de Desnié.
Au Tour de Burgos, sur la première étape, Grace Brown attaque presque au sommet de la dernière difficulté. Elle est suivie par Élise Chabbey. Niamh Fisher-Black fait le bond ensuite. Leur avance oscille autour de vingt secondes, mais elles ne sont pas reprises. Élise Chabbey est deuxième. Elle s'empare le lendemain de la tête du classement général mais la perd sur la troisième étape.
Sur la première étape du Tour de Suisse, dans le deuxième tour de circuit, six favorites dont Élise Chabbey et Mikayla Harvey sortent dans la côte. Dans le dernier tour, Lizzie Deignan attaque dans la côte. Harvey la prend en chasse et provoque le regroupement. lise Chabbey est la suivante à tenter à quinze kilomètres de l'arrivée. Elle est suivie par Lizzie Deignan. Elles se disputent la victoire au sprint. Chabbey fait mine de lancer de loin et parvient à tromper Lizzie Deignan qui se retrouve à effectuer un sprint trop long, Chabbey la doublant sur la fin. Elle remporte donc en tant que Suissesse la toute première étape du Tour de Suisse. Le lendemain, Lizzie Deignan accumule plus de bonifications que Chabbey et la dépossède de la tête du classement général, elle est donc seconde.
Au Tour d'Italie, elle attaque sur la seconde étape. Le lendemain, elle opère la jonction sur la tête dans la côte d'Ovada. Elles se disputent la victoire au sprint, Élise Chabbey est quatrième. Dans l'ultime étape, elle prend part à l'échappée qui sort dans la côte de Sovenza. Elle se classe troisième et est dixième du classement général final.
Au Ceratizit Challenge by La Vuelta, la principale difficulté de la journée à soixante kilomètres de l'arrivée, voit la formation d'une échappée de six coureuses dont Élise Chabbey. À cinq kilomètres de l'arrivée, Élise Chabbey attaque. Pauliena Rooijakkers la reprend. Chabbey repasse à l'offensive un kilomètre plus loin mais est reprise par sa compatriote Marlen Reusser. Cette dernière part à deux kilomètres de l'arrivée et n'est plus rejointe. Derrière, Coryn Rivera devance Élise Chabbey. Élise Chabbey est troisième du classement général final.
Elle fait partie du groupe de tête au Tour de Drenthe et prend la quatrième place.

### 2022
Sur À travers les Flandres, Élise Chabbey est troisième du sprint. Sur Paris-Roubaix, elle se maintient dans le groupe de poursuite jusqu'au bout et prend la quatrième place. Elle est aussi échappée sur la Flèche wallonne. Elle est très active sur le Women's Tour, mais sans succès. Elle est sixième du Grand Prix de Plouay, après avoir multiplié les attaques.
Lors de la troisième étape du Ceratizit Challenge by La Vuelta, aux dix kilomètres, Élise Chabbey contre. Grace Brown l'accompagne également. Ce duo n'est plus repris. Au sprint, Brown devance Chabbey. Aux championnats du monde, dans le relais mixte, elle gagne l'or avec l'équipe de Suisse.

### 2023

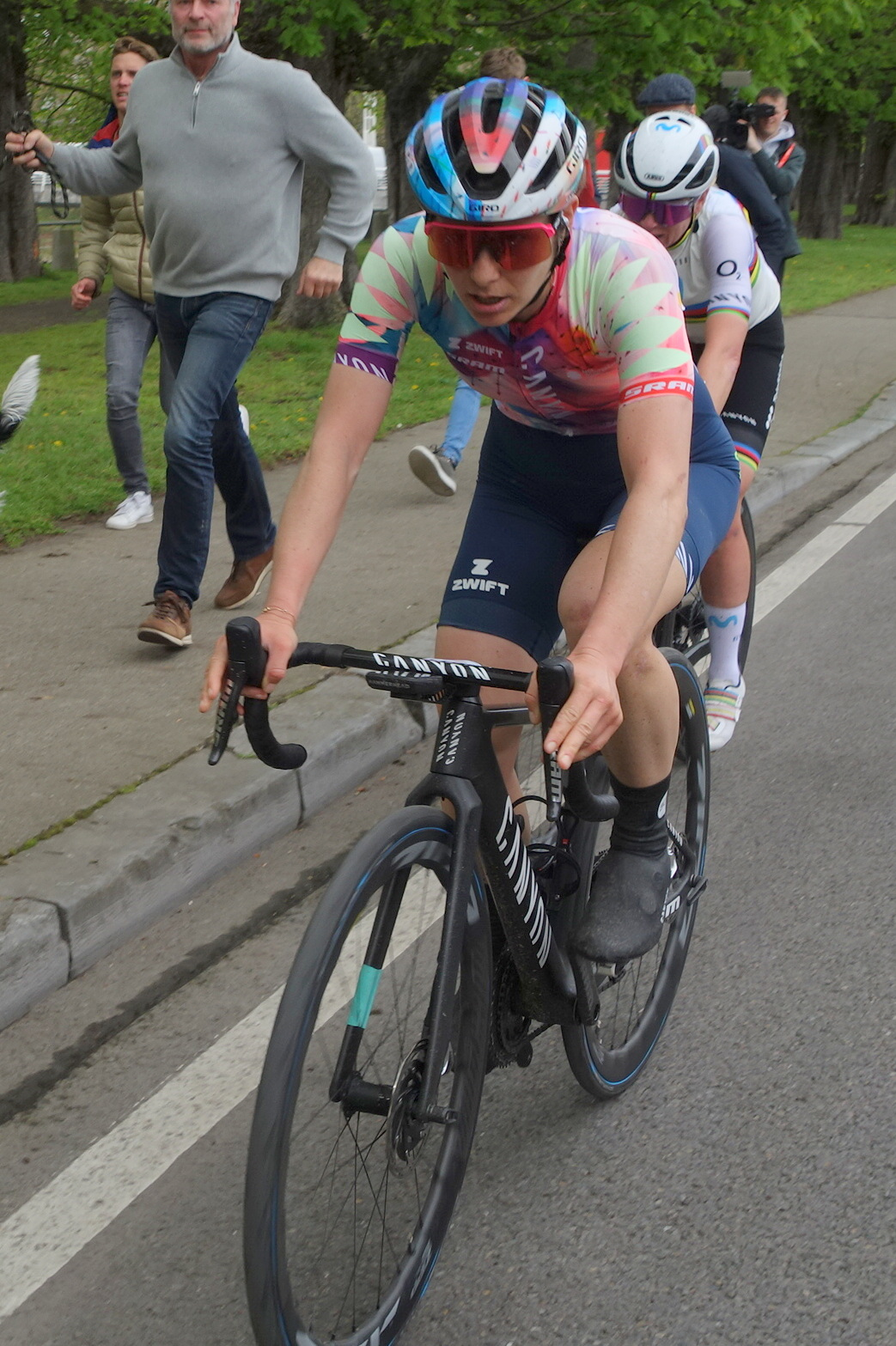
Élise Chabbey à Liège-Bastogne-Liège en 2023.

Elle est à l'attaque sur le Tour des Flandres, mais est reprise au pied du Koppenberg. Elle attaque plusieurs fois sur l'Amstel Gold Race. Elle est ensuite neuvième de la Flèche wallonne. Sur Liège-Bastogne-Liège, dans la côte des Forges, Liane Lippert attaque avec Élise Chabbey entre autres. Après la Roche-aux-Faucons, cette dernière fait toujours partie du groupe de tête. Elle se classe cinquième.
Elle est meilleure grimpeuse du Tour de Suisse. Lors des championnats du monde sur route, un groupe se forme avec Élise Chabbey. Un regroupement général a lieu à cent kilomètres de l'arrivée. Dans la première ascension de la Montrose Street, Marlen Reusser place une attaque. Elle est suivie par Anna Henderson puis également par entre autres Élise Chabbey, Soraya Paladin et Agnieszka Skalniak-Sójka. Tout revient dans l'ordre avant la fin du tour. À soixante-quatorze kilomètres de la ligne, Élise Chabbey sort seule. Son avance grandit progressivement, jusqu'à une minute trente à trente-huit kilomètres de la fin. Elle est reprise à l'amorce du dernier tour. Elle conclut la course à la septième place. Au Grand Prix de Plouay, Chabbey est active et se classe dixième.
Elle est à l'attaque lors de chaque étape du Tour de Romandie, mais sans succès. Sur la course en ligne des championnats d'Europe, un trio prend un temps de l'avance avec Élise Chabbey, Soraya Paladin et Jelena Erić. La formation néerlandaise maintient néanmoins l'écart à un faible niveau. Le groupe est repris à l'amorce de l'avant-dernier tour. Élise Chabbey est sixième de la course.

### 2024
Elle est huitième des Strade Bianche, puis onzième à Paris-Roubaix. Sur Liège-Bastogne-Liège, dans la Côte de Stockeu, Elise Chabbey attaque. Elle emmène avec elle sept autres coureuses. La Côte de la Redoute provoque l'éclatement du groupe de tête. Brown, Chabbey et Cadzow passent les premières au sommet.  Chabbey tente de distancer ses deux compagnons d'échappée dans la Roche aux Faucons, mais le trio se reforme. Les favorites les reprennent dans le faux-plat suivant la côte. Au sprint, Chabbey est quatrième.
Au Tour du Pays basque, sur la deuxième étape, Demi Vollering passe en tête en haut de l'Urruztigaina À trente-six kilomètres du but. Elise Chabbey revient peu après sur la Néerlandaise. Marlen Reusser en fait de même. Le groupe de poursuivantes avec entre autres Ricarda Bauernfeind revient sur la tête à vingt-sept kilomètres de la ligne. Elise Chabbey prend la sixième place de l'étape. Elle est cinquième le lendemain et prend la même place au classement général.

### 2025
En août 2025, elle gagne la deuxième étape du Tour de Romandie et s'adjuge le classement général final de cette course inscrite au calendrier de l’UCI World Tour le lendemain.

## Palmarès

### Par années
- 2019
  - Tour de Berne
  - 2e du championnat de Suisse sur route
  - 3e du championnat de Suisse du contre-la-montre
- 2020
  -  Championne de Suisse sur route
  -  Médaillée d'argent du championnat d'Europe du relais mixte contre-la-montre
  - 3e du championnat de Suisse du contre-la-montre
- 2021
  - 1re étape du Tour de Suisse[37]
  - 2e du Tour de Suisse
  - 3e du Ceratizit Challenge by La Vuelta
  - 4e du Tour de Drenthe
  - 10e du Tour d'Italie
- 2022
  -  Championne du monde du contre-la-montre par équipes en relais mixte
  - 3e d'À travers les Flandres
  - 4e de Paris-Roubaix
  - 6e des Strade Bianche
  - 6e du Women's Tour
  - 6e de la Classic Lorient Agglomération - Trophée Ceratizit
  - 7e du Trofeo Alfredo Binda-Comune di Cittiglio
  - 9e du championnat du monde sur route
  - 9e du Ceratizit Challenge by La Vuelta
- 2023
  -  Championne du monde du contre-la-montre par équipes en relais mixte
  - 3e du championnat de Suisse sur route
  - 5e du Tour des Émirats arabes unis
  - 5e de Liège-Bastogne-Liège
  - 5e du Tour de Suisse
  - 6e du championnat d'Europe sur route
  - 7e du championnat du monde sur route
  - 9e de la Flèche wallonne
  - 10e de la Classic Lorient Agglomération
- 2024
  - 4e de Liège-Bastogne-Liège
  - 4e du Tour de Burgos
  - 5e du Tour du Pays basque
  - 8e des Strade Bianche
- 2025
  - 1re étape du Tour de Catalogne
  - Tour de Romandie
    - Classement général
    - 2e étape

  - 2e du Grand Prix du Morbihan
  - 2e du Tour de Catalogne
  - 2e du championnat de Suisse sur route
  - 5e du Women's Tour Down Under
  - 6e du Tour de Burgos
  - 7e du Tour des Flandres
  - 7e de Paris-Roubaix

### Résultats sur les grands tours

#### Tour d'Italie
5 participations
- 2019 : 27e
- 2020 : 24e
- 2021 : 10e
- 2022 : 12e
- 2024 : non partante (7e étape)

#### Tour de France
4 participations :
- 2022 : 11e
- 2023 : 36e
- 2024 : non-partante (4e étape)
- 2025 : 28e,  vainqueure du classement de la meilleure grimpeuse

#### Tour d'Espagne
1 participation
- 2023 : 24e

### Classements mondiaux
| Année                                 | 2017 | 2018 | 2019 | 2020 | 2021 | 2022 | 2023 | 2024 |
| ------------------------------------- | ---- | ---- | ---- | ---- | ---- | ---- | ---- | ---- |
| Classement UCI                        | 675e | nc   | 116e | 51e  | 19e  | 17e  | 18e  | 27e  |
| UCI World Tour                        | nc   | nc   | 112e | 58e  | 11e  | 16e  | 18e  | 18e  |
|                                       |      |      |      |      |      |      |      |      |
| Légende : nc = non classéSource : UCI |      |      |      |      |      |      |      |      |